# Centenary Quaich
El Centenary Quaich es un trofeo de Rugby disputado anualmente entre Irlanda y Escocia, encuadrándose en el Torneo de las Seis Naciones.
En total los dos países han disputado más de 140 partidos desde 1877 con una leve superioridad de Irlanda en el historial. Sin embargo la copa ha sido solamente entregada al ganador a partir de 1989.
El "Quaich" es otro más de las copas disputadas bilateralmente entre diferentes equipos a nivel internacional de selecciones. Otros ejemplos en el Seis Naciones son la Calcutta Cup (Escocia vs. Inglaterra), el Millennium Trophy (Inglaterra vs. Irlanda) y el Trofeo Giuseppe Garibaldi (Francia vs. Italia).

## Resultados
| Año  | Fecha            | Estadio                | Local   | Resultado | Visita  | Ganador            |
| ---- | ---------------- | ---------------------- | ------- | --------- | ------- | ------------------ |
| 1989 | 4 de marzo       | Murrayfield, Edinburgh | Escocia | 37 – 21   | Irlanda | Bandera de Escocia |
| 1990 | 3 de febrero     | Lansdowne Road, Dublín | Irlanda | 10 – 13   | Escocia | Bandera de Escocia |
| 1991 | 16 de marzo      | Murrayfield, Edinburgh | Escocia | 28 – 25   | Irlanda | Bandera de Escocia |
| 1992 | 15 de febrero    | Lansdowne Road, Dublín | Irlanda | 10 – 18   | Escocia | Bandera de Escocia |
| 1993 | 16 de enero      | Murrayfield, Edinburgh | Escocia | 15 – 3    | Irlanda | Bandera de Escocia |
| 1994 | 5 de marzo       | Lansdowne Road, Dublín | Irlanda | 6 – 6     | Escocia | Bandera de Escocia |
| 1995 | 4 de febrero     | Murrayfield, Edinburgh | Escocia | 26 – 13   | Irlanda | Bandera de Escocia |
| 1996 | 20 de enero      | Lansdowne Road, Dublín | Irlanda | 10 – 16   | Escocia | Bandera de Escocia |
| 1997 | 1 de marzo       | Murrayfield, Edinburgh | Escocia | 38 – 10   | Irlanda | Bandera de Escocia |
| 1998 | 7 de febrero     | Lansdowne Road, Dublín | Irlanda | 16 – 17   | Escocia | Bandera de Escocia |
| 1999 | 20 de marzo      | Murrayfield, Edinburgh | Escocia | 30 – 13   | Irlanda | Bandera de Escocia |
| 2000 | 19 de febrero    | Lansdowne Road, Dublín | Irlanda | 44 – 22   | Escocia | Bandera de Irlanda |
| 2001 | 22 de septiembre | Murrayfield, Edinburgh | Escocia | 32 – 10   | Irlanda | Bandera de Escocia |
| 2002 | 2 de marzo       | Lansdowne Road, Dublín | Irlanda | 43 – 22   | Escocia | Bandera de Irlanda |
| 2003 | 16 de febrero    | Murrayfield, Edinburgh | Escocia | 6 – 36    | Irlanda | Bandera de Irlanda |
| 2004 | 27 de marzo      | Lansdowne Road, Dublín | Irlanda | 37 – 16   | Escocia | Bandera de Irlanda |
| 2005 | 12 de febrero    | Murrayfield, Edinburgh | Escocia | 13 – 40   | Irlanda | Bandera de Irlanda |
| 2006 | 11 de marzo      | Lansdowne Road, Dublín | Irlanda | 15 – 9    | Escocia | Bandera de Irlanda |
| 2007 | 10 de marzo      | Murrayfield, Edinburgh | Escocia | 18 – 19   | Irlanda | Bandera de Irlanda |
| 2008 | 9 de marzo       | Croke Park, Dublín     | Irlanda | 34 – 13   | Escocia | Bandera de Irlanda |
| 2009 | 14 de marzo      | Murrayfield, Edinburgh | Escocia | 15 – 22   | Irlanda | Bandera de Irlanda |
| 2010 | 20 de marzo      | Croke Park, Dublín     | Irlanda | 20 – 23   | Escocia | Bandera de Escocia |
| 2011 | 27 de febrero    | Murrayfield, Edinburgh | Escocia | 18 – 21   | Irlanda | Bandera de Irlanda |
| 2012 | 10 de marzo      | Aviva Stadium, Dublín  | Irlanda | 32 – 14   | Escocia | Bandera de Irlanda |
| 2013 | 24 de febrero    | Murrayfield, Edinburgh | Escocia | 12 – 8    | Irlanda | Bandera de Escocia |
| 2014 | 2 de febrero     | Aviva Stadium, Dublín  | Irlanda | 28 – 6    | Escocia | Bandera de Irlanda |
| 2015 | 21 de marzo      | Murrayfield, Edinburgh | Escocia | 10 – 40   | Irlanda | Bandera de Irlanda |
| 2016 | 19 de marzo      | Aviva Stadium, Dublín  | Irlanda | 35 – 25   | Escocia | Bandera de Irlanda |
| 2017 | 4 de febrero     | Murrayfield, Edinburgh | Escocia | 27 – 22   | Irlanda | Bandera de Escocia |
| 2018 | 10 de marzo      | Aviva Stadium, Dublín  | Irlanda | 28 – 8    | Escocia | Bandera de Irlanda |
| 2019 | 9 de febrero     | Murrayfield, Edinburgh | Escocia | 13 – 22   | Irlanda | Bandera de Irlanda |
| 2020 | 1 de febrero     | Aviva Stadium, Dublín  | Irlanda | 19 – 12   | Escocia | Bandera de Irlanda |
| 2021 | 14 de marzo      | Murrayfield, Edinburgh | Escocia | 24 – 27   | Irlanda | Bandera de Irlanda |
| 2022 | 19 de marzo      | Aviva Stadium, Dublín  | Irlanda | 26 – 5    | Escocia | Bandera de Irlanda |
| 2023 | 12 de marzo      | Murrayfield, Edinburgh | Escocia | 7 – 22    | Irlanda | Bandera de Irlanda |
| 2024 | 16 de marzo      | Aviva Stadium, Dublín  | Irlanda | 17 – 13   | Escocia | Bandera de Irlanda |
| 2025 | 9 de febrero     | Murrayfield, Edinburgh | Escocia | 18 – 32   | Irlanda | Bandera de Irlanda |

## Palmarés
| Irlanda | 22 Trofeos |
| Escocia | 15 Trofeos |

Nota: El trofeo 2025 es el último torneo considerado